# Данченко Микола Олександрович
Микола Олександрович Да́нченко (нар. 21 січня 1958, Київ — січень 2022, Київ) — український художник і педагог; член Спілки радянських художників України з 1989 року. Син графіка Олександра Данченка і мистецтвознавця Олександри Данченко.

## Біографія
Народився 21 січня 1958 року в місті Києві. 1982 року закінчив Київський художній інститут, де його викладачами були зокрема Микола Стороженко, Вілен Чеканюк.
Упродовж 1982—1992 років працював на Київському комбінаті монументально-декоративного мистецтва. З 2005 року — викладач кафедри монументально-декоративного мистецтва Київського інституту декоративно-прикладного мистецтва і дизайну. Жив у Києві, в будинку на вулиці Курганівській, № 3, квартира 22.
Помер у січні 2022 року.

## Творчість
Працює в галузі монументального (вітраж, мозаїка) і станкового живопису, станкової і книжкової графіки. Серед робіт:
монументальні твори
- цикл вітражів та мозаїки в середній школі смт Затоки Одеської області (1982—1983);
- цикли розписів
  - «Молодь і світ» в Будиноку культури міста Новограда-Волинського Житомирської області (1986);
  - «Пошуки коріння. Потоки інформації»  в середній школі смт Чуднева Житомирської області (1988);
  - «Пробудження»  в середній школі смт Чуднева Житомирської області (1990);
  - «Україна крізь сторіччя» в середній школі смт Чуднева Житомирської області (1991);
  - «Жовта битва» в середній школі смт Чуднева Житомирської області (1995);
  - в офісі «Укркоопреклами» в Києві (2002);

живопис
- «Затемнення» (1994);
- «Краєвид після битви» (1994);
- «Червона битва» (1994);
- «Повернення із зірок» (1994);
- «Блакитне весілля» (1994);
- «Олександр Меншиков у Батурині» (1995);
- «Учитель та Учні (Таємна вечеря)» (1995);
- «Виселення (Чорнобиль)» (1996);
- «Жовтий двобій» (1997);
- «Конотопська битва. Рік 1659» (2006).

Брав участь у художніх виставках з 1979 року. Персональні виставки відбулися у Києві у 1995 і 1997 роках.
Окремі роботи художника зберігаються в Національному художньому музеї України, Національному історико-культурному заповіднику «Гетьманська столиця» в Батурині.